# (1174) Marmara
(1174) Marmara – planetoida z pasa głównego asteroid okrążająca Słońce w ciągu 5 lat i 92 dni w średniej odległości 3,02 au. Została odkryta 17 października 1930 roku w Landessternwarte Heidelberg-Königstuhl w Heidelbergu przez Karla Reinmutha. Nazwa planetoidy pochodzi od Morza Marmara, łączącego Morze Śródziemne z Morzem Czarnym. Przed nadaniem nazwy planetoida nosiła oznaczenie tymczasowe (1174) 1930 UC.